# ISO 3166-2:HR
ISO 3166-2:HR — стандарт Международной организации по стандартизации, который определяет геокоды. Является подмножеством стандарта ISO 3166-2, относящимся к Хорватии.
Стандарт охватывает 1 город-столицу и 20 жупаний. Каждый геокод состоит из двух частей: кода Alpha2 по стандарту ISO 3166-1 для Хорватии — HR и дополнительного кода, записанных через дефис. Дополнительный код образован двухсимвольным числом. Геокоды города и жупаний Хорватии являются подмножеством кодов домена верхнего уровня — HR, присвоенного Хорватии в соответствии со стандартами ISO 3166-1.

## Геокоды Хорватии
Геокоды 1 города и 20 жупаний административно-территориального деления Хорватии.
| Геокод | Административная единица | Статус  |
| ------ | ------------------------ | ------- |
| HR-21  | Загреб                   | город   |
| HR-07  | Беловарско-Билогорская   | жупания |
| HR-12  | Бродско-Посавская        | жупания |
| HR-04  | Карловацкая              | жупания |
| HR-08  | Приморско-Горанская      | жупания |
| HR-19  | Дубровницко-Неретванская | жупания |
| HR-05  | Вараждинская             | жупания |
| HR-02  | Крапинско-Загорская      | жупания |
| HR-09  | Лицко-Сеньская           | жупания |
| HR-20  | Меджимурская             | жупания |
| HR-14  | Осиецко-Бараньская       | жупания |
| HR-11  | Пожежско-Славонская      | жупания |
| HR-18  | Истрийская               | жупания |
| HR-03  | Сисацко-Мославинская     | жупания |
| HR-17  | Сплитско-Далматинская    | жупания |
| HR-01  | Загребска                | жупания |
| HR-06  | Копривницко-Крижевацкая  | жупания |
| HR-10  | Вировитицко-Подравская   | жупания |
| HR-13  | Задарская                | жупания |
| HR-16  | Вуковарско-Сремская      | жупания |
| HR-15  | Шибенско-Книнская        | жупания |

## Геокоды пограничных Хорватии государств
- Словения — ISO 3166-2:SI (на северо-запад),
- Венгрия — ISO 3166-2:HU (на северо-востоке),
- Сербия — ISO 3166-2:RS (на северо-востоке),
- Босния и Герцеговина — ISO 3166-2:BA (на северо-запад),
- Черногория — ISO 3166-2:ME (на северо-востоке).